# Liste der Einträge im National Register of Historic Places im Douglas County (Washington)
Diese Liste der Einträge im National Register of Historic Places im Douglas County (Washington) enthält alle im Douglas County, Washington in das National Register of Historic Places eingetragenen Gebäude, Bauwerke, Objekte, Stätten oder historischen Distrikte.
Diese Liste entspricht dem Bearbeitungsstand des National Park Service/National Register of Historic Places vom 16. August 2024.

## Legende
| NRHP | Historic Place             |
| HD   | National Historic District |
| NHL  | National Historic Landmark |

## Aktuelle Einträge
| [ 2 ] | Name                                                               | Bild                                             | Eintragsdatum                  | Lage                                                                           | Ort            | Beschreibung |
| ----- | ------------------------------------------------------------------ | ------------------------------------------------ | ------------------------------ | ------------------------------------------------------------------------------ | -------------- | ------------ |
| 1     | 45DO1236                                                           |                                                  | 5. Apr. 2021 ID-Nr. 100004631  | Adresse nicht veröffentlicht                                                   | Palisades      |              |
| 2     | 45DO1237                                                           |                                                  | 5. Apr. 2021 ID-Nr. 100004632  | Adresse nicht veröffentlicht                                                   | Palisades      |              |
| 3     | 45DO1238                                                           |                                                  | 5. Juli 2023 ID-Nr. 100009085  | Adresse nicht veröffentlicht                                                   | Palisades      |              |
| 4     | 45DO1239                                                           |                                                  | 5. Apr. 2021 ID-Nr. 100004634  | Adresse nicht veröffentlicht                                                   | Palisades      |              |
| 5     | 45DO1240                                                           |                                                  | 27. Mai 2021 ID-Nr. 100004635  | Adresse nicht veröffentlicht                                                   | Palisades      |              |
| 6     | 45DO1241                                                           |                                                  | 27. Mai 2021 ID-Nr. 100004636  | Adresse nicht veröffentlicht                                                   | Palisades      |              |
| 7     | 45DO1242                                                           |                                                  | 27. Mai 2021 ID-Nr. 100004637  | Adresse nicht veröffentlicht                                                   | Palisades      |              |
| 8     | Badger Mountain Lookout                                            | weitere Bilder                                   | 27. Dez. 1990 ID-Nr. 90001915  | im Gipfelbereich vom Badger Mountain 47° 30′ 37″ N, 120° 14′ 34″ W             | East Wenatchee |              |
| 9     | William J. Canton House                                            | William J. Canton House                          | 16. Juni 1988 ID-Nr. 88000737  | 305 W. Ash St. 47° 38′ 22″ N, 120° 4′ 35″ W                                    | Waterville     |              |
| 10    | Columbia River Bridge at Bridgeport                                | weitere Bilder                                   | 31. Mai 1995 ID-Nr. 95000632   | WA 17 über den Columbia River 48° 0′ 4″ N, 119° 39′ 13″ W                      | Bridgeport     |              |
| 11    | Columbia River Bridge at Wenatchee                                 | weitere Bilder                                   | 24. Mai 1995 ID-Nr. 95000623   | US 2 über den Columbia River 47° 24′ 36″ N, 120° 17′ 41″ W                     | Wenatchee      |              |
| 12    | Douglas County Courthouse                                          | Douglas County Courthouse                        | 5. Sep. 1975 ID-Nr. 75001849   | Off U.S. 2 47° 38′ 46″ N, 120° 4′ 0″ W                                         | Waterville     |              |
| 13    | Downtown Waterville Historic District                              | Downtown Waterville Historic District            | 19. Mai 1988 ID-Nr. 88000629   | im Bereich der Locust St. und der Chelan St. 47° 39′ 0″ N, 120° 4′ 26″ W       | Waterville     |              |
| 14    | Gallaher House                                                     | Gallaher House                                   | 27. Juni 1995 ID-Nr. 75001848  | 600 12th St. 48° 0′ 28″ N, 119° 40′ 31″ W                                      | Mansfield      |              |
| 15    | Lutheran St. Paul's Kirche                                         | Lutheran St. Paul's Kirche                       | 12. Apr. 1982 ID-Nr. 82004209  | Lake Ave. 47° 37′ 21″ N, 120° 0′ 13″ W                                         | Douglas        |              |
| 16    | Nifty Theatre                                                      | Nifty Theatre                                    | 27. Juli 1999 ID-Nr. 99000402  | 201 Locust 47° 38′ 56″ N, 120° 4′ 11″ W                                        | Waterville     |              |
| 17    | Pangborn-Herndon Memorial Site                                     | Pangborn-Herndon Memorial Site                   | 16. März 1972 ID-Nr. 72001269  | nordöstlich von East Wenatchee 47° 26′ 35″ N, 120° 16′ 45″ W                   | East Wenatchee |              |
| 18    | Rock Island Railroad Bridge                                        | weitere Bilder                                   | 30. Juli 1975 ID-Nr. 75001842  | südwestlich von Rock Island über den Columbia River 47° 22′ 2″ N, 120° 9′ 9″ W | Rock Island    |              |
| 19    | Christian Schmidt House                                            | Christian Schmidt House                          | 9. Dez. 1994 ID-Nr. 94001432   | 391 L NW. 47° 40′ 15″ N, 120° 0′ 25″ W                                         | Waterville     |              |
| 20    | Smith Hospital and Douglas County Press Building                   | Smith Hospital and Douglas County Press Building | 11. Mai 1989 ID-Nr. 89000402   | 109 N. Chelan 47° 38′ 54″ N, 120° 4′ 11″ W                                     | Waterville     |              |
| 21    | Southern Columbia Plateau and Okanogan Highlands Site No. 45DO1235 |                                                  | 29. Jan. 2021 ID-Nr. 100004630 | Adresse nicht veröffentlicht                                                   | Palisades      |              |
| 22    | Southern Columbia Plateau and Okanogan Highlands Site No. 45DO1243 |                                                  | 11. März 2022 ID-Nr. 100004638 | Adresse nicht veröffentlicht                                                   | Palisades      |              |
| 23    | Southern Columbia Plateau and Okanogan Highlands Site No. 45DO1244 |                                                  | 11. März 2022 ID-Nr. 100004639 | Adresse nicht veröffentlicht                                                   | Palisades      |              |
| 24    | Southern Columbia Plateau and Okanogan Highlands Site No. 45DO1245 |                                                  | 11. März 2022 ID-Nr. 100004640 | Adresse nicht veröffentlicht                                                   | Palisades      |              |
| 25    | Waterville Hotel                                                   | Waterville Hotel                                 | 18. Okt. 1984 ID-Nr. 84000170  | 102 S. Central St. 47° 38′ 49″ N, 120° 4′ 22″ W                                | Waterville     |              |